# 站立桑给巴尔
《站立桑给巴尔》（英語：Stand on Zanzibar）是一部反乌托邦新浪潮科幻小说。小说由约翰·布鲁纳写就并于1968年首次出版。 在1969年的第27次世界科幻小说大会上，此书赢得了雨果獎最佳長篇小說獎，亦赢得了1969的 BSFA奖及1973年的 Prix Tour-Apollo奖。

## 概要
《站立桑给巴尔》在科幻小说流派中具有创新性，其将叙事同整个章节联系为一体，致力于将背景信息及世界观建造提供，以创作一个故事中全方位而具有拓展性地展现的复杂且多面的未来世界视角。这些信息丰富的章节经常由短段落、句子及片段组成，上述内容来自于标语、谈话的只言片语、广告文本、歌曲、书籍和报纸摘要、其他文化碎片等。
叙事本身遵循了大量人物的生活，其被选中以展现未来世界的广阔截面。其中的一些则与中心叙事直接互动，另一些则增加了布鲁纳世界的深度。布鲁纳从约翰·多斯·帕索斯的《美国三部曲》中学得了此技巧。 在小说的首页，布鲁纳引用了馬素·麥克魯漢的《古騰堡星系》，其与上述技巧类似，即被叫做“哈洛德·英尼斯模式”的明显标签。

### 标题
小说剧情主要由人口过剩及其后果驱动。 小说标题则指二十世纪初，对全世界的人在站立的情况下可以站满面积为381平方（147平方英里）的怀特岛的预测。布鲁纳认为，不断增长着的世界人口现在需要更大的岛了；生活在1968年的35亿人能一起站在曼島 （面积为572平方（221平方英里））之上，而在2010年，他（正确）预计的70亿人则应将需要桑给巴尔岛 （面积为1,554平方（600平方英里））来站立了。 整本书里，所有人类肩并肩地站在一个小岛上是对未来拥挤世界的暗喻。

### 结构
类似于约翰·多斯·帕索斯的作品，小说章节由以下标题之一组成：
- "剧情说明"：大多数线性叙事都被包含于此类章节。
- "特写追踪": 与多斯·帕索思的“相机”节类似，在配角参与主线剧情之前密切将其关注，或仅将世界状态图景描绘。
- "大千世界": 此类章节包括剪贴类似的短摘要，有时是单句、描述性段落。目的是捕捉小说世界中有活力的、恬噪的、经常是稍瞬即逝的事件。在至少一章的叙述中，一批角色相遇及情节方向产生具有某种意义的转变均采用此方式呈现。
- "正文": 此类章节，同其名字所表明的那样，提供了小说设定。它们包括虚构摘要、被分类广告、查得·C·马利根作品之引用。马利根是流行社会学家，讥嘲地评论其所处环境[3]。在一章中，还引用了二十世纪六十年代的真实新闻头条。

### 剧情
故事发生在2010年，且主要在美国发生。许多情节及插曲于此未来世界发生，前二者基于布鲁纳对社会、经济及技术性趋势的外推。关键主要趋势基于庞大的人口数及其影响：社会压力、优生学法律、加大化的社会阶层分裂、未来休克及極端主義。布鲁纳的一些推出接近于事实，但也有的不接近，且一些观点明确地展现了其二十世纪六十年代中叶思维定势。
小说提及了许多未来概念、产品及服务。一名为“沙尔曼尼萨”的超级计算机为重要情节元素。《希比犯罪词汇学》及虚构社会学家查得·C·马利根的其他作品常被引用。下为一些俚语之汉译：“codder”（男人）、“shiggy”（女人）、“whereinole”（Where in hell?）、“prowlie”（一种警用装甲车）、“offyourass”（拥有某种态度）“bivving”（双性恋，来自英语词“矛盾”（“ambivalent”））、“mucker”（一种杀人狂）。包括的一新技术是“eptification”（ “education for particular tasks”，即“特殊任务教育”），其为一种心理编程形式。另一个是种互动电视节目，其将观众作为节目（《无论何地夫妻》）的一部分。转基因微生物也被恐怖分子以武器使用。
书籍围绕二个纽约人，同住一间公寓的唐纳德·霍根和诺尔曼・尼布洛克·豪斯发生。 豪斯是综技公司（意为“全面强大的企业”）的新任高管。其使用其“Afram”（非裔美国人）的身份来提升其自己的地位，仅在二十六岁时便当上了副总统。
霍根在突兀出现的单章“唐纳德是间谍”中被介绍。唐纳德同豪斯共享同一间公寓，并以学生的身份作为卧底。霍根的真正工作是分析师，尽管其为一军官，并可随时被征召。
两线主要情节涉及虚构非洲国家贝尼亚（此名易使人联想到真实世界的贝宁，尽管书籍撰写时，在贝宁湾的国家当时名叫达荷美共和国）与综技公司签订协议，使公司代管其国家，以加速其从第三世界到第一世界的发展进程。第二主线剧情发生在虚构东南亚国家亚塔康（前荷兰殖民地岛国，如印度尼西亚），此国基因工程产生突破，而霍根不久被美国政府（“联邦”）送往并试图将其情况弄清。两剧情线最终相交，给整个世界带来潜在影响。

## 扩展链接
- Ted Goia, "The Weird 1969 New Wave Sci-Fi Novel that Correctly Predicted the Current Day" （页面存档备份，存于）, March 25, 2013
- Stephen H. Goldman, "John Brunner's Dystopias: Heroic Man in Unheroic Society" （页面存档备份，存于）, Science Fiction Studies（英语：Science Fiction Studies） 16, 1978
- "From Technique to Critique: Knowledge and Human Interests in John Brunner’s Stand on Zanzibar, The Jagged Orbit, and The Sheep Look Up" （页面存档备份，存于） (essay in Science Fiction Studies（英语：Science Fiction Studies）)